# IPhone SE (a 3a generație)
iPhone SE (a 3a generație) (cunoscut și sub numele de iPhone SE 3 sau iPhone SE 2022) este un smartphone proiectat și dezvoltat de Apple Inc. Face parte din a 15-a generație a iPhone-ului, alături de modelele iPhone 13/13 mini și iPhone 13 Pro/13 Pro Max. Apple a anunțat a treia generație iPhone SE pe 8 martie 2022. Precomenzile au început pe 11 martie 2022. Telefonul a fost lansat ulterior pe 18 martie 2022.  A fost lansat cu un preț de pornire de 429 USD, o creștere de 30 USD față de predecesorul său. Modelul de a treia generație împărtășește dimensiunile predecesorului său și factorul de formă în timp ce partajează componentele hardware interne selectate din gama iPhone 13, inclusiv sistemul pe cip A15 Bionic.

## Design
IPhone SE este disponibil în trei culori: Midnight, Starlight, și ediția Product Red. 
| Culoare | Denumire      |
| ------- | ------------- |
|         | Midnight      |
|         | Starlight     |
|         | (PRODUCT) RED |

## Specificații

### Hardware
IPhone SE încorporează sistemul de arhitectură Apple A15 Bionic (5 nm) pe un cip (SoC), cu un coprocesor de mișcare integrat și un motor neural de a cincea generație. Este disponibil în trei configurații interne de stocare: 64 GB, 128 GB și 256 GB.  Are 4 GB RAM, o creștere față de cei 3 GB RAM ai modelului de a doua generație. A treia generație iPhone SE are același rating IP67 pentru rezistența la praf și apă ca și predecesorul său.

### Display
iPhone SE dispune de același ecran HD Retina ca și predecesorul său, folosind tehnologia IPS cu True Tone și gama largă de culori (Display P3). Ecranul are o rezoluție de 1334 × 750 pixeli, la fel ca iPhone-urile anterioare de 4,7 in (120 mm). Densitatea pixelilor este de 326 PPI, la fel ca pe toate iPhone-urile cu LCD-uri de la introducerea afișajului Retina pe iPhone 4, excluzând modelele Plus. Poate reda conținut HDR10 și Dolby Vision, în ciuda faptului că nu are un ecran HDR-ready, realizat prin conversia în jos a conținutului HDR pentru a se potrivi afișajului, având în același timp unele îmbunătățiri ale gamei dinamice, contrastului și gamei largi de culori în comparație cu conținutul standard.

### Cameră
IPhone SE are o cameră în spate de 12 MP cu un singur obiectiv, similară cu sistemul de camere cu un singur obiectiv al predecesorului său, capabil să înregistreze video 4K la 24, 25, 30 sau 60 fps, video HD 1080p la 25, 30 sau 60 fps sau video HD 720p la 30 fps. Camera are o diafragmă de ƒ/1.8, focalizare automată, stabilizare optică a imaginii și un bliț quad-LED True Tone. Telefonul poate, de asemenea, să facă panorame de până la 63 MP și să fotografieze în modul de spargere. Camera frontală este de 7 MP cu o diafragmă de f/2.2 și focalizare automată, capabilă să filmeze video HD 1080p la 25 sau 30 fps și video slow-motion la 120 fps.